# Higiene racial
Por higiene racial é designado um conjunto de políticas sancionadas no século XX, em que há a seleção, pelo Estado, dos seres humanos por este considerados como detendo as melhores capacidades físicas, intelectuais e morais para gerarem a próxima geração (à seleção dos reprodutores) e a esterilização de seres humanos tidos pelos higienistas como menos capazes, com um estreito alinhamento com a saúde pública e a eugenia. Um dos exemplos mais notáveis e dramáticos foi a implementação de políticas de higiene racial pela Alemanha Nazista.

## História
A higiene racial foi historicamente vinculada às noções tradicionais de saúde pública, mas geralmente com um reforço da ênfase da hereditariedade. A utilização de medidas sociais para tentar preservar ou melhorar as características biológicas foi proposta pela primeira vez por Francis Galton, em seus primeiros trabalhos, iniciados em 1869, sobre o que viria a ser chamado de eugenia. No início do século XX, a ideia de que era necessária vigilância ativa sob a hereditariedade humana e, talvez, tomar medidas coercivas (como a esterilização obrigatória de seres humanos com características desfavoráveis e subversivas) teve muitos adeptos nos meios científicos e políticos; Winston Churchill foi um defensor, conforme foi Alexander Graham Bell, Marie Stopes, George Bernard Shaw, John Maynard Keynes, Theodore Roosevelt e Calvin Coolidge.
Foi o eugenista alemão Alfred Ploetz que introduziu o termo Rassenhygiene em seu "Noções básicas de higiene racial" (Grundlinien einer Rassenhygiene) em 1895. Ploetz estava preocupado com o crescente e rápido declínio da natalidade alemã e o aumento do número de doentes mentais e deficientes nas instituições do Estado (e seus custos para o estado), bom como com a "questão judaica" que viria a dominar a sua filosofia na Alemanha a partir de 1920 e durante a Segunda Guerra Mundial.
Nos anos 30, sob a perícia do eugenista Ernst Rudin, foi esta última utilização de "higiene racial", que foi abraçada pelos seguidores do ideologia nazista, que exigiam a pureza racial "ariana" e condenou a miscigenação. Essa crença na importância da pureza racial alemã atuou como uma teoria nazista de superioridade racial e, mais tarde de genocídio. Estas políticas começaram em 1935, quando os nazistas promulgaram as Leis de Nuremberg, proibindo casamento entre judeus e não-judeus alemães. Uma parte essencial do nazismo foi o conceito de raça e de higiene, que foi levado para o campo da profissão médica. Após os nazistas chegarem ao poder em 1933 esta ligação seria institucionalizada, durante o processo de Gleichschaltung (literalmente, "coordenação" ou "unificação") onde a profissão médica se tornaria uma hierarquia rígida com os nazistas na liderança.
Os higienistas raciais desempenharam papéis fundamentais no Holocausto, o esforço nazista de limpar a Europa de judeus, ciganos, sérvios, polacos, negros, multirracial, homossexuais, dissidentes políticos, comunistas, doentes mentais e insanos. Após a Segunda Guerra Mundial, tais tentativas têm sido amplamente colocadas como cruéis e brutais, racistas e pseudocientíficas. Ainda assim, algumas políticas de higiene racial perseveraram. Por exemplo, na Noruega os ciganos foram forçados à esterilização, que começou em 1934 e não foi interrompida até 1977.